# Liste der Baudenkmale in Waimate North
Die Liste der Baudenkmale in Waimate North umfasst alle vom New Zealand Historic Places Trust (NZHPT) als „Historic Place“ oder „Historic Area“ eingestuften Baudenkmale und Flächendenkmale der neuseeländischen Ortschaft Waimate North. Die Angaben stammen aus dem Register des NZHPT. Die Bezeichnungen der Baudenkmale orientieren sich an diesem Register. In die Liste werden auch bekannte Wahi Tapu (Area), kulturell und religiös bedeutsame Stätten und Gebiete der Māori, aufgenommen. Sie werden jedoch meist nicht publiziert.

| Bild           | Bezeichnung                                            | Ort           | Anschrift                                     | Beschreibung | Bauzeit         | Eintrag           | Nummer | Kat. |
| -------------- | ------------------------------------------------------ | ------------- | --------------------------------------------- | --- | --------------- | ----------------- | ------ | ---- |
| weitere Bilder | Church of St John the Baptist and Churchyard           | Waimate North | 344 Te Ahu Ahu Road Karte                     | Kirche und Friedhof | 1870–1871       | 28. Juni 1984     | 0064   | 1    |
| weitere Bilder | Te Waimate Mission House                               | Waimate North | Te Ahu Ahu Road Karte                         | ehem. Missionsstation und Bischofssitz, bedeutsam wegen der hier erfolgten zweiten Runde der Unterzeichnung des Vertrages von Waitangi, als Museum öffentlich zugänglich | 1831–1832       | 23. Juni 1983     | 0003   | 1    |
| BW             | Atkinson House                                         | Waimate North | 374 Te Ahu Ahu Road Karte                     | Restaurant | 1883            | 25. November 1982 | 0398   | 2    |
| BW             | Old Store                                              | Waimate North | 372 Te Ahu Ahu Road und Showground Road Karte | Lagerhaus | 1889            | 25. November 1982 | 0411   | 2    |
| BW             | Fairburn House                                         | Waimate North | 464 Te Ahu Ahu Road Karte                     | Wohnhaus | n.a.            | 6. September 1984 | 3841   | 2    |
| BW             | Waikaramu                                              | Waimate North | 335 Waikaramu Road Karte                      | Wohnhaus | 1850            | 6. September 1984 | 3849   | 2    |
|                | Church of St John the Baptist Sunday School (Anglican) | Waimate North | Te Ahu Ahu Road                               | Sonntagsschule, anglikanische | 1871, 1877/1878 | 8. Mai 2009       | 9925   | 2    |